# Gwen Walz
Gwen Walz (született: Whipple; Glencoe, Minnesota, 1966. június 15. –) amerikai tanár, Minnesota 39. first ladyje, Tim Walz kormányzó felesége. 2024-ben férje a demokrata párt alelnökjelöltje lett a 2024-es amerikai elnökválasztáson.
Tanárok gyermekeként nőtt fel, a Gustavus Adolphus Főiskolán és a Minnesotai Állami Egyetemen tanult. Mielőtt férjét megválasztották kormányzónak, Walz angoltanárként dolgozott több, mint húsz évig állami iskolákban. Első munkáját a nebraskai Alliance-ben kapta, ahol megismerkedett Tim Walzzal, aki akkor szintén tanár volt. 1996-ban együtt visszaköltöztek Minnesotába, ahol Mankato iskoláiban tanítottak. 2019-ben hagyta abba tanári pályafutását, mikor férjét megválasztották az állam kormányzójának és Saint Paulba költöztek. Minnesota történetének első first ladyje, akinek van irodája az állami Capitoliumban. Van szerepe is férje kormányában, oktatási, illetve fegyvertartási ügyekkel foglalkozik.
Walzzal két gyermekük született, Hope (2001–) és Gus (2006–).